# The Beginner's Guide
『The Beginner's Guide』（ザ ビギナーズ ガイド）は、デイヴィー・レデンがスタジオ・Everything Unlimited Ltd.で制作したインタラクティブ・ストーリーテリングのアドベンチャーゲーム。2015年10月1日にMicrosoft Windows、macOS、Linux向けにリリースされた。ゲームは2013年に初リリースされたレデンの以前のインタラクティブ・ストーリーテリングタイトルであり、批評家に賞賛された『The Stanley Parable』の精神的続編となっている。
レデンによるナレーションが付けられ、Coda（コーダ）という名前の開発者によって制作された未完成で抽象的なゲームの数々をプレイヤーに紹介される。レデンはプレイヤーに一人称視点で空間を探索させることで、Codaがどのような人物であるかを理解するよう挑ませる。レデンはゲームに解釈の余地があると述べており、ゲームをその開発者とプレイヤーの関係の性質に関する一般的な解釈を見なす人もいれば、『The Stanley Parable』に起因する成功を収めたレデン自身の個人的な取り組みに対するアレゴリーと見なす人もいる。
本作は二極化されたレビューを受けており、多くのレビュアーはゲーム開発に関して本作が奮起した物語と疑問やアイデアをすぐに理解しているが、他のレビュアーはゲームがレデンの考えの一部をあまりにも難しく、そして大げさな方法で押し付けたと感じている。

## システム
プレイヤーは一人称視点で作品のインタラクティブ・ストーリーテリングに沿って進行しながら、エリアを移動して探索し、そのエリアの要素をいくつか操作することができる。ゲームのナレーターであるレデン自身からはプレイヤーが探索する様々なシーンの詳細を聞き、プレイヤーが見たものを説明し、ゲームの開発者の性質について結論を出す。一部のエリアには解かなければならないパズルやコミュニケーションツリーがあるが、プレイヤーが操作するキャラクターが死ぬことや、プレイヤーが失敗したりゲームオーバーになることはない。またプレイヤーが目に見えない難しい迷路を突破するために橋を作るなど、レデンは設計上では解決するのが難しいゲームの特定の箇所を通過するのに手伝いをする。プレイヤーがチャプターをクリアすると、ゲーム内のいずれかのチャプターから再開することができ、またナレーション（及びナレーションの手助け）を無効にし、自力でエリアを探索することもできる。加えて、ゲームにはメタフィクションの要素が含まれている。

## あらすじ
このゲームはドキュメンテーションや文書、そもそも人物像を知らないままコンピュータ上のファイルやドキュメントを探索し、人の性質を理解しようとすることがコンセプトとなっている。ゲームでレデンのナレーションに助けられるプレイヤーには、レデンが2009年のゲームジャムで出会ったCodaという名前のゲーム開発者を理解しているように見える。Codaは謎めいた人物とされており、奇妙なゲームのアイデアを多く生み出し、そして削除するか保存したまま忘れていた。プレイヤーはCodaの制作したゲームを探索する。ゲームのほとんどは2008年から2011年に制作された未完成の探索ゲームであり、レデンのナレーションによって抽象的で一風変わったゲーム空間とアイデアからCodaの人格がどんなものか想像するように促される。本作は、Codaの試作品の一般的な時系列で語られ、開発者がさらに学ぶにつれてCodaの作業の進行状況が示される。
ナレーションでレデンは、自身がCodaのゲームのコンセプトの多くに触発されたことを説明し、Codaのゲームに登場するとレデンが認識した多くのテーマに関する独自の分析を語る。しかしレデンは、ゲームの多くが刑務所、隔離、他者とのコミュニケーションの難しさをテーマにしたものであり、最終的にCodaのゲームはより暗い雰囲気となり、制作にははるかに時間がかかり、暗黙される対話にさらに焦点を当てていることを認識しており、そのゲーム開発はもはやCodaにとって前向きな活動ではなかった。レデンはCodaがゲーム開発によって落ち込んでいることを懸念し、Codaのゲームのコンセプトのいくつかを他の人に見せ、フィードバックを得てCodaの開発を促進しようとした。しかし、このことがCodaを隔絶へと導くことになる。レデンはCodaがゲームの制作を止めたと思っていたが、2011年のある時点でレデンは、Codaから最後のゲームへのプライベートリンクが記載されたメールが送信される。
このゲームはCodaが制作した他のゲームとはまったくデザインが一線を画し、目に見えない迷路、6桁の数字をランダムに当てる、部屋の中から開けられないドアなど、ゲームのパズルのほとんどが意図的に解決できないよう設計されていた。レデンはプログラミングツールを使いパズルを回避できるようにすると、レデンに向けられたCodaのメッセージが書かれたギャラリーに辿り着き、Codaは自分のゲームに興味を持ってくれたことに感謝するが、自分とはもう話さないよう、また自分のゲームを他の人に見せないよう頼む。このメッセージは、Codaはレデンが自分のゲームの調子を感情的な闘争兆候だと間違え、なぜ自分がゲームデザインにこだわったのかという点を見逃していると感じたことを意味し、さらに象徴性を加えるためにCodaのゲームを変更したことでレデンを批判し、レデンの行動がCodaを裏切ったことを非難するものであった。その結果、レデンは自分のしたことについて後悔し、『The Beginner's Guide』の目的はゲームを一般の人々と共有することでCodaと再び連絡を取り、自分の行動について謝罪することであると明かす。
ゲームはCodaによって設計されたのかどうか曖昧なエピローグで幕を閉じ、レデンはCodaのゲームを他の人に見せた原因として、社会的な検証への依存にわずかに語る。ナレーションを録音しているうちに、心の葛藤が大きくなり、最終レベルへ向かうプレイヤーを尻目にレデンは退散していく。終盤では、プレイヤーが前作のゲームのビームに飛び込んで浮遊し、無限の迷宮を見てゲームが終了する。

## 解釈
ゲーム内でレデンは、『The Beginner's Guide』は解釈にオープンであり、ゲームの開始近くにレデンの電子メールアドレスを提供し、プレイヤーに自分の意見をレデンと共有するよう勧めていると述べている。
一般的な解釈の1つとして、ゲームはレデン自身の成功のメタファーで、彼の奮闘を乗り越えようとするものであり、Codaはゲーム用に作成された架空の開発者となる。デストラクトイドのライターであるダレン・ナカムラは、レデンが他人の作品であると主張するなら許可なくゲームを公開することは違法であり、したがってCodaがゲームのフィクションの一部という証拠を提出する必要があると指摘している。ヴァイス・メディアのエマニュエル・マイビアは、Codaは実際にはレデン自身であり、そして『The Stanley Parable』をリリースするまでのレデン自身の精神を表していると推測した。ゲームのその他のヒントの中で、マイビアは「Coda」という名前をその定義「文学的またドラマチックな作品の終了部分」として捉えることができると説明しており、1つのドアを閉じて先に進むというテーマは、ゲーム内で頻繁に繰り返されている。またマイビアは、Codaのゲームのプレイヤーがマスコミからの抽象的な形で溢れているというゲームのコンセプトの1つを指摘し、『The Stanley Parable』の再リリース後にレデンがどれだけ注目を集めたかを考えている。ワシントン・ポストに寄稿しているクリストファー・バードは、『The Stanley Parable』の再リリースで大きな注目を集めた後にレデンが作成したブログ記事を指摘し、そしてゲームでのレデンは架空のレデンとCodaの関係における突然のマスコミの注目からのレデン自身の個人的な経験を基づいて構築する、信頼できない語り手として機能する架空のレデン自身であると考えている。インタラクティブフィクション作家のエミリー・ショートは、ナレーターのレデンもCodaもレデン自身として見なすのではなく、それぞれレデンがゲーム開発に同情を示そうとするゲームプレイヤーとゲーム開発者の2人の代表的なキャラクターであると信じている。
一部の人が取るもう1つの解釈のテーマは、ゲームがビデオゲーム開発者とその観客の間の役割についての解説として提示されるものがある。PCWorldのヘイデン・ディングマンは、ゲームがビデオゲーム開発に応用された論文「作者の死」の誤信を実証するために設計されたと信じており、コメンテーターはゲームが自分自身にどのように影響したか考慮するのではなく、ゲームの側面をゲーム開発者がどのようにアプローチしたかに帰することを試みると考えている。Game Developerの編集長であるクリス・グラフトは、ゲームがプレイヤーによるビデオゲームの物語を解釈する方法を脱構築しようとする時に、『The Beginner's Guide』の背後にあるより深い意味を解釈しようとする試みは、逆説的にゲームがプレイヤーのゲームの解釈に関する問題として提示する「全ての罪を犯す」ことであると述べている。Autostraddleの執筆者であるローラ・マンダナスは、このゲームを「極めて膨らみ過ぎた資格の感覚に（貧弱に）同意する男」と説明し、ゲームのテーマをゲーム開発だけでなく対人関係にも当てはまるものとして解釈している。
提示されたゲームがレデン以外の実在する開発者の作人であり、ゲーム自体が他人の作品の非論理的な使用および著作権を侵害している可能性があるという点で、ゲームをノンフィクションの作品と見なした人もいる。この側面を検討するに辺り、デストラクトイドのローラ・ケイト・デイルは、ゲームがノンフィクションであり、ゲームを返品するために盗まれた作品が含まれていると信じていた人のために、Steamの返金期間内に収まる程短いゲームであると説明しコメントしている。説明する前のデイルの声明は、デイルが返金システムの誤用を提案しているという論争を引き起こしたが、説明によりデイルはノンフィクションの作品であると信じている人々に向けてのものであったことを明らかにした。この論争は、ゲームの解釈がとても個人的であり、各プレイヤーの間で異なることを指摘する人もいる。論争を考慮してレデン自身は、The Tone Control Podcastとのデプスインタビューでゲームの究極的な架空の性質を判明させるまで、ゲームの解釈を肯定または否定することを拒否している。

## 開発
本作はSource Engineで開発されており、Source Engine自体は、Source Engineによって制限されるレベルデザインの性質に関するゲーム内のレデンの解説の一部として使われている。レデンはゲームについてメディアにインタビューする予定はなく、ゲームでそれ自体を語らせていると述べている。
ゲームは、2015年10月1日の公式リリースの2日前にレデンによって発表された。開発もレデン自身が行っており、『The Stanley Parable』の共同制作者であるウィリアム・ピューは新しいスタジオ・Crows Crows Crowsの設立に従事し、リック・アンド・モーティの共同制作者であるジャスティン・ロイランドとゲーム『Dr. Langeskov, The Tiger, and The Terribly Cursed Emerald: A Whirlwind Heist』に取り組んでいる。

## 評価
本作はそのリリースで二極化されたレビューを受けた。何人かのレビュアーは、ゲーム開発への言及についてとても肯定的である。Eurogamerのジェフリー・マトゥレフは、『The Beginner's Guide』をサイトの「不可欠な」タイトルの1つと見なし、ノンプレイヤーキャラクターや収集可能な日記に頼らずストーリーを与えるための斬新のアプローチや、またレデン自身の精神への洞察もゲームに取り入れていると述べている。Good Gameのステファニー・ベンディクセンとスティーブン・オドンネルはどちらもゲームに5つ星を付けており、オドンネルはゲームを「衝撃的で痛烈な感情」と呼び、ベンディクセンはゲームが「正直なところ、全く異なる方法で創造的なプロセス全体を体験させてくれました。」と述べている。
GameStopのエドモンド・トランは、ゲームに10点中8点の評価を付けており、ゲームがゲーム開発者とプレイヤーとの間の役割の性質、およびビデオゲームデザインの幾つかの要素を理解する方法について哲学的な質問をしていることを示すという。ペーストのキャメロン・クンツェルマンは、ナレーターとしてのレデンの登場をアルフレッド・ヒッチコックのものと比較し、ゲームのナレーターであると共にゲーム開発者であるというレデンのヤーヌスのような二重性は、ビデオゲーム開発の性質に関してプレイヤーが考える多くの疑問に提起することを示唆している。ゲーム・インフォーマーのジェフ・マルキアファーヴァは、ゲームを10点中8点と評価し、レデンのゲームへのアプローチは「全く独特な方法で深刻な人間の問題と感情に取り組む」という考えさせられる体験を生み出したと述べている。
ロサンゼルス・タイムズに寄稿しているトッド・マーチンは、『The Beginner's Guide』は「奇妙で考え深い、美しくシュールなゲーム」であり、そのイメージの多くはプレイヤーがゲームを終わらせた後も印象的で記憶に残るものだと述べている。ワシントン・ポストに寄稿しているクリストファー・バードは、このゲームはインタラクティブアートで境界線を曖昧にし、「市場で最も感情的に生きているゲームの1つ」と語っている。ボストン・グローブのジェシー・シンガルは、『The Beginner's Guide』で「レデンはビデオゲームのストーリーテリングの限界を押し広げた」と述べ、これは『The Stanley Parable』で既に使われたものを超えた物語のトリックを使っていることを含んでいる。
他のレビュアーはゲームを批判し、ナレーションと意図されたメッセージを見つけることをあまりにも強制された。Shacknewsのブルターニュ・ヴィンセントは、10点中3点と評価し、ゲームに対してより批判的であり、ゲームのコンセプトが強制的で過度に複雑であると感じている中、ナレーションは大げさであると述べている。Ars Technicaのサム・マチコビオは、ゲームをレデンの「2年目のジンクス」と呼び、ゲームはレデンの個人的な日記として意図されていたが、レデンの感情に基づくナレーションはゲームの最期の瞬間で見て取らせ、そして「語らず行動で示す」という物語のテクニックに従わなかったと述べた。USgamerのボブ・マッキーは、ゲームを5つ星の内2つ星と付け、レデンのナレーションがプレイヤーに過度の解釈を押し付け、『The Magic Circle』のようなゲームに感じたというマチコビオと同じ意見であり、また未完成のゲームを探索することとその理由を扱うことでこのアイデアを提示することに成功している。PC Gamerのタイラー・ワイルドは、ゲームに100点中69点の評価を付けており、レデンのメッセージのいくつかはナレーションを通して少し手際よく配信されたと感じているが、それでもナレーションとプレイヤーの経験に使われた実験的なアプローチのいくつかを積極的に批評している。

### 受賞
Game Developerは、『The Biginner's Guide』での実績により、レデンを2015年の開発者トップ10の1人として強調した。ゲームは、デストラクトイドから2015年のトップの新しいIPの1つに選ばれている。ザ・ニューヨーカーは、2015年のゲームトップ11にて『The Biginner's Guide』を第7位にランクインした。また、2016年のゲーム・デベロッパーズ・チョイス・アワードの「INNOVATION（革命賞）」と「BEST NARRATIVE（優れた物語体験に贈られる賞）」の2つにノミネートされ、インディペンデント・ゲーム・フェスティバルの「Excellence in Narrative」と「Nuovo Award」の2つにノミネートされた。『The Biginner's Guide』は、IGNから「game of 2015」の「Most Innovative」にノミネートされた。